# 이해 (정민공)
이해(李瀣) 1496년 ~ 1550년 9월 24일(음력 8월 14일)은 조선 중기의 문신이다. 본관은 진보(眞寶). 자는 경명(景明), 호는 온계(溫溪)이다. 이황의 형이다.
1525년(중종 20년) 진사가 되고 1528년 식년 문과에 급제했다. 1533년 사간원 사간, 정언, 1536년 의정부 검상, 1537년 사인, 홍문관 응교, 1541년 직제학 등을 역임했다. 경상도진휼경차관(慶尙道賑恤敬差官)으로 나갔다가 동부승지, 좌승지, 도승지 등을 역임하였다. 1544년 첨지중추부사, 사헌부대사헌, 사간원대사간, 예조참판을 지내고, 동년 또다시 대사헌에 재임명됐다. 인종 즉위 후, 계속 대사헌에 유임되어 권신 이기(李芑)를 우의정에 등용하려는 것을 반대하고 탄핵하여 이기의 원한을 사게 되었다. 명종이 즉위 이후 소윤이 득세하자 이기의 심복인 사간 이무강(李無彊)의 탄핵을 받아 무고사건에 연좌된 구수담(具壽聃)의 일파로 몰리게 되었다.
1545년(명종 즉위년) 동지중추부사로 명나라 성절사로 가다,1547년 황해도관찰사, 1548년에 청홍도관찰사로 부임했으며 1550년에는 한성부우윤이 되었다. 그때 주변에서 권세에 거짓으로 굴복하면 모면할 수 있다고 권했지만 거절하고, 인근에 살던 김안로(金安老)가 그를 이끌고자 하였으나 역시 거절했다. 그의 무고함을 안 명종이 유배로 종결지었으나, 갑산으로 유배가던 도중 경기도 양주에서 병사했다. 숙부 이우의 문인이다.

## 생애

### 초기 활동
이해는 경상도 안동부 예안현 온계리(溫溪里, 현 경상북도 안동시 도산면 온혜리)에서 태어났다.  고조부 이운후(李云侯)는 중훈대부 군기시부정(中訓大夫 軍器寺副正)을 지내고 사후 증 통훈대부 사복시정(贈通訓大夫司僕寺正), 증조부 이정(李禎)은 중직대부 선산부사(中直大夫 善山府使)였고, 증 통정대부 병조참의와 증 가선대부 호조참판에 추증되었으며, 할아버지는 진사로 증 가선대부 병조참판과 증 보조공신 이조참판 진성군(贈補祚功臣吏曹參判眞城君), 증 자헌대부 이조판서에 거듭 추증된 이계양(李繼陽)이고, 아버지는 식진사로 증 가선대부 이조참판과 증 숭정대부 의정부좌찬성에 추증된 이식(李埴)이며, 어머니는 춘천박씨(春川朴氏)로 사정(司正) 박치(朴緇)의 딸이다.
아버지 이식의 직책은 그의 출세로 증 가선대부 병조참판에 추증되고 숭정대부 의정부좌찬성은 그의 동생 이황의 출세로 인한 증직이며, 할아버지 이계양과 증조부 이정의 증직은 그의 숙부 이우의 현달로 인한 증직과 그의 현달로 인한 증직이었다.
할아버지 이계양이 두루마을에서 예안 온혜의 노송정으로 이주해왔다. 7세 때 아버지 이식의 사후 어머니가 과부의 자식이란 말을 듣지 않게 몸가짐을 삼가고 행실을 가다듬으라고 훈계했다. 8세 때 숙부 이우(李堣)에게 가서 수학하였다.

### 과거 급제와 관료 생활
1525년(중종 20년) 진사가 되고 1528년(중종 23년) 식년 문과에 급제하였으며, 이듬해 승문원 부정자를 거쳐 예문관 검열, 1533년 사간원 사간, 사간원 정언을 거쳐, 성균관 전적으로 승진하고,
1536년 의정부 검상(檢詳), 1537년 의정부 사인(舍人)으로 승진했다. 홍문관 응교(弘文館應敎)로 전임되었다가 1540년 홍문관전한(典翰)과 사간원 사간(司諫), 1541년 직제학(直提學) 등을 역임했다. 이후 하삼도에 흉년이 들자 경상도진휼경차관(慶尙道賑恤敬差官)으로 파견되어 여러 고을을 진휼하고 돌아와 통정대부로 승진, 승정원 동부승지, 좌승지, 1543년 도승지 등을 역임하하고 사간원 사간, 사헌부 대사헌 등을 역임하였다. 1544년 첨지중추부사, 사헌부대사헌, 사간원대사간, 예조참판을 지내고, 동년 또다시 대사헌에 재임명됐다.
1545년 동지중추부사가 되고 그해 명나라로 파견되는 성절사(聖節使)로 선발되어 베이징을 다녀왔다. 인종 즉위 후, 계속 대사헌에 유임되어 권신 이기(李芑)를 우의정에 등용하려는 것을 반대하고 탄핵하여 이기의 원한을 사게 되었다.1545년(인종 1년) 헌납 이치(李致) 등과 함께 우의정 이기(李芑)를 논박하여 체직시켰으며  1546년 장예원판결사가 되었으며, 1547년 황해도관찰사로 부임하였다. 곧 동지중추부사가 되어 오위도총부부총관을 겸직하다가 1548년 청홍도관찰사(현재의 충청남도, 북도)로 부임했다.

### 생애 후반
1549년(명종 4년) 동지중추부사가 되고 이듬해 한성부우윤이 되었는데 명종이 즉위한 때부터 꾸준히 소윤(少尹)이 득세한 까닭에 결국 이기의 심복인 이무강(李無彊)의 탄핵을 받고 무고사건에 연루된 구수담(具壽聃)의 일파로 몰리게 되었다. 양사에서 여러 번 그를 공격하였다. 그해 8월 4일 의금부에 투옥되자 그는 스스로 상소문을 지어 올려 원통함을 호소하려 했으나, 추관(推官)이 거절하였다.
그 때 주위사람들이 권세에 거짓으로 굴복하면 모면할 수 있다고 권하였으나 거절했으며, 이웃에 살던 김안로(金安老)가 그를 이끌고자 하였으나 역시 거절하였다. 그는 스스로 글을 지어 거짓 자복해서 삶을 구함은 죽음만 같지 못하다고 하였으나, 그의 글은 받아들여지지 않았다. 명종은 그의 결백함을 알아 유배선에서 종결지었다. 그러나 함경도 갑산(甲山)에 유배가는 도중, 경기도 양주(楊州) 미애리(彌崖里)의 한 민가에서 갑자기 열이 나 향년 55세로 병사하였다.
이해는 성품이 너그럽고 후중하였으며 효우에 독실하였고, 글씨에 뛰어났다. 조카를 가르침에 자신의 아들처럼 여겼다. 조정에 나아가서 처신함에 있어서는 한 절개를 지키려 힘썼으며, 시류를 따라 세력에 아부하려 하지 아니하였다. 일찍이 김안로(金安老)와 이웃하고 살았으며, 더구나 인척 관계에 있었지만 그의 천거를 끝내 거절하였다.

### 사후
그의 아들 이교는 그의 사망 직전 1550년 7월 16일부터 유배가는 길, 장례식을 마친 12월 11일까지에 대한 내용을 상세히 기술한 가정경술일기(嘉靖庚戌日記) 혹은 정민공 경술일기를 남겼는데 이는 한국학중앙연구원 장서각, 한국국학진흥원, 계명대학교 동산도서관 등에 소장되어 있다. 후에 증 이조판서에 추증되고, 정조 때 유생(儒生) 조의양(趙宜陽) 등의 상소문을 올려 정민의 시호가 내려졌다.

## 가족
- 할아버지 : 진사 이계양(李繼陽)
  - 아버지 : 진사 이식(李埴)
  - 어머니 : 춘천 박씨(春川朴氏)
    - 동생 : 이황(李滉)

## 저서
- 《온계일고》

## 묘소
묘소는 안동부 예안현 연곡리(燕谷里, 현 안동시 도산면 온혜리)에 있다.

## 상훈과 추모
1654년(효종 5년) 영천(榮川)에 삼봉서원(三峯書院)이 세워져 배향되고 1667년 온계(溫溪)에 청계서원(淸溪書院)이 세워져 배향되었다. 1691년(숙종 17년) 이조판서에 추증되었다. 1784년(정조 8년) 정민(貞愍)이라는 시호를 받았다.

## 전기 자료
- 이황, 《퇴계집》 권47, 가선대부 예조참판 겸 동지춘추관사 오위도총부 부총관 이 공 묘지명; 가선대부 예조참판 겸 동지춘추관사 오위도총부 부총관 이 공 묘갈명
- 이광정, 《눌은집》 권18, 증 자헌대부 이조판서 겸지 경연 의금부사 홍문관 대제학，예문관대제학 지춘추관성균관사 세자좌빈객 오위도총부도총관 행 가선대부 예조참판 겸 동지춘추관사 오위도총부부총관 온계 이 선생 행장
- 채제공, 《번암집》 권45, 증 자헌대부 이조판서 행 가선대부 예조참판 겸 동지춘추관사 오위도총부부총관 온계 이 공 신도비명
- 이교, 가정경술일기 혹은 정민공 경술일기